# Alejandro Olivera Vila
Alejandro Olivera Vila (Moya, 4 de junio de 1935 - Lima, 13 de marzo de 2009) fue un escritor, sindicalista y político peruano. 

## Biografía
Nació en el distrito de Moya en el departamento de Huancavelica.

## Vida Política
En su vida política, llegó a ser Diputado Constituyente de la República del Perú representando al Partido Comunista Peruano junto a Jorge del Prado y otros. Luego de colaborar en la Asamblea, en 1980 fue elegido diputado por el departamento de Junín por el Partido Comunista Peruano.
Al terminar su periodo, en 1985 fue elegido nuevamente en la cámara por la alianza Izquierda Unida que llevaba a Alfonso Barrantes a la Presidencia de la República en donde fue derrotado por Alan García.
Al terminar su periodo en 1990, se retiró de la política, pero siguió siendo miembro del comité central, politburó y del comité permanente de su partido hasta su fallecimiento en el 2009.